# Jules Combarieu
Jules Léon-Jean Combarieu (Cahors, 4 de febrero de 1859-París, 7 de julio de 1916) fue un musicólogo francés conocido por sus aportaciones a la sociología de la música y la historia de la música.

## Biografía
Al igual que su hermano mayor, Abel Combarieu, nacido en Cahors el 30 de enero de 1856, y que se convertiría en el secretario privado del Presidente de la República Émile Loubet, Jules fue el hijo de Henri Combarieu, impresor, y de Mary-Louise Salbant, quienes se casaron en Quercy en 1855.
Su hermano Abel Combarieu fue el tío del diplomático y escritor, miembro de la Académie française, Paul Morand.
Christophe Combarieu, autor del Lied (1998) y del Bel Canto (1999) (Presses Universitaires de France), es su bisnieto.

### Formación académica y carrera
Estudió en la Sorbona, y más tarde, en Berlín con Philipp Spitta. También fue profesor de literatura en el liceo de Cahors. En 1894 recibió el título de Doctor en Letras, con el trabajo Les rapports de la Musique et de la Poésie considérées au point de vue de l'expression (Los vínculos de la música con la poesía consideradas desde el punto de vista de la expresión).
En 1901, Combarieu fundó la Revue d'histoire et de critique musicales (Revista de historia y crítica musical) que se convirtió en la Revue musicale en 1904, además de fusionarse con la revista de la Société internationale de musique en 1912.
Entre 1904 y 1910, fue profesor de música del Collège de France, institución donde creó la carrera de musicología.

## La musicología según Combarieu
Debido a su formación en Berlín con Spitta, Combarieu fue uno de los propagadores de la Musikwissenschaft (musicología) en Francia; sin embargo, la aplicación del concepto fue menos rígida y sistemática que en Alemania. Por otro lado, influyó también el desarrollo de la sociología positivista francesa de la época, lo cual tuvo una influencia significativa en los estudios posteriores de musicología.
Dentro de sus aproximaciones musicológicas, Combarieu rechazaba las explicaciones hedonistas y románticas del fenómeno musical; la primera, porque reduce la escucha musical a un fenómeno fisiológico y de la pura percepción sensible, y de la teoría romántica, porque habla sólo de sentimientos, expresión de emociones, y resulta insuficiente para entender la música desde un sentido más amplio.
Aunque hay un peso importante del formalismo de Eduard Hanslick en la teoría musicológica de Combarieu, sin embargo, a diferencia del formalismo, la musicología francesa apela a una autonomía de la música que no es abstracta, sino uno que pueda “mostrar el vínculo de la música con la vida conjunta del hombre y de la sociedad.” Para Combarieu la música se tiene que explicar desde diferentes puntos de vista y si se hace de manera aislada no se podrá entender del todo el fenómeno musical:

Combarieu quiere enfrentarse al hecho musical según un método poliédrico en el que se puedan incluir las investigaciones de todo género: acústicas, fisiológicas, matemáticas, históricas, filosóficas y estéticas. Estas indagaciones se exponen a veces al aislamiento; sin embargo, en la obra de Combarieu, consiguen a menudo encontrar una recíproca relación íntima que permite explicar la unidad fundamental del hecho musical.
Fubini

Combarieu señala que la música es un lenguaje, pero no un 'lenguaje ordinario' con el que se plasmen conceptos definidos y significados, sino uno que “consigue traspasar la fachada de las cosas y penetrar éstas hasta llegar a su intimidad más esencial.” Solía afirmar que "La música es el arte de pensar con sonidos."  Por esta razón, la música no es apta para expresar sentimientos, sino el lenguaje ordinario. La música es autónoma, y, por ende, incapaz de transmitir significados; sin embargo, el estudio del lenguaje musical tiene que tomar en cuenta los aspectos culturas y sociales que lo han producido para no caer en el riesgo de un estudio estéril.
Los estudios que propuso Combarieu también tienen una visión historiográfica, pues aunque su entorno cultural sólo tiene como base el sistema tonal, señala que la música sufre evoluciones que son aprobadas o sancionadas por la comunidad, por lo que hay un factor de inteligibilidad histórica con respecto a la música del pasado o del grupo social. En este sentido, para Combarieu no haya nada abstracto en la organización sintáctica de la música sino que surgen “de una serie de relaciones que se establecen con todo el mundo humano.”

## Obras
- Le Rapport de la poésie et de la musique considérée du point de vue de l'expression (tesis, 1893),
- L'Influence de la musique allemande sur la musique française, in Jahrbuch Peters (1895),
- Études de philologie musicale :

1. Théorie du rythme dans la composition moderne d'après la doctrine antique (1896- critique et simplification de Westphal),
2. Essai sur l'archéologie musicale au XXe siècle et le problème de l'origine des neumes (1896 – estas dos obras recibieron el premio de la Academia),
3. Fragment de l'Énéide en musique d'après un manuscrit inédit (1898),

- Élément de grammaire musicale historique (1906),
- La Musique : ses lois, son évolution, Paris, Flammarion, Bibliothèque de philosophie scientifique (1907 - con numerosas ediciones en inglés),[12]
- Histoire de la musique des origines au début du XXe|Histoire de la musique des origines au début du XX (3 volumes, Paris 1913-1919, una obra de autoridad – y después 5 volúmenes con René Dumesnil, A. Colin 1955-1960).
- Poésies de Valentin (Henri Bourette), (Ferdinand de Laroussilhe y Jules Combarieu), Lemerre, Cahors, 1885.